# Aloysius Parker
Aloysius Parker, vaak gewoon “Parker” genoemd, is een personage uit de poppen-televisieserie Thunderbirds, de drie op deze serie gebaseerde films, en de remake Thunderbirds Are Go. Hij is de butler en chauffeur van Lady Penelope Creighton-Ward, de Londense geheim agente van International Rescue.
Parker is vooral herkenbaar door zijn bruine uniform, zijn grote neus en zijn Cockney-accent (hij spreekt de “H” nooit uit en zegt “Lyedy” in plaats van “Lady”).
David Graham verzorgde de stem van Parker in de televisieserie en de eerste twee films. In de live-actionfilm uit 2004 werd Parker gespeeld door Ron Cook. Voor de remake Thunderbirds Are Go vertolkte David Graham opnieuw de rol van Parker. Daarmee is Parker het enige personage wiens stem in zowel de originele als nieuwe serie door dezelfde acteur wordt ingesproken.

## Biografie
Parker werd geboren op 30 mei 1974-2013. Hij kwam uit een familie van Cockneybutlers die al eeuwenlang de Engelse aristocratie dienden. Parker wilde de familietraditie voortzetten, maar kon geen werk vinden.
Via omwegen belandde hij uiteindelijk in het criminele circuit. Als lid van de Londense onderwereld leerde hij inbreken en kluizen kraken. Vooral dat tweede bleek hem goed te liggen. Tegenwoordig is vermoedelijk geen kluis ter wereld bestand tegen Parkers talenten. Zijn reputatie deed hem echter al snel in de gevangenis belanden.
In de onderwereld had hij de bijnaam Nosey, kennelijk vanwege zijn grote neus. De filmmakers ontleenden de bijnaam aan Nosey Parker, het Engelse equivalent van Nieuwsgierig Aagje.
Na zijn vrijlating wilde Parker in eerste instantie proberen zijn leven te beteren, maar hij verviel al snel in zijn oude gewoonten. Hij werd betrapt door Lady Penelope, die toen nog een agente was van de Federal Agents. Ze had gehoord over zijn talenten. In plaats van hem terug te sturen naar de gevangenis bood ze hem aan voor haar te komen werken, een kans die Parker met beide handen aangreep.
Parker wordt niet graag herinnerd aan zijn oude leven, en vooral niet aan zijn tijd in de gevangenis. Maar zijn inbraaktalenten blijken soms bijzonder handig, zoals in de aflevering Vault of Death. Ook heeft hij dankzij zijn oude leven als inbreker veel connecties in de onderwereld.

## Inspiratie
Parker is gebaseerd op een echt persoon. De makers van de serie gingen regelmatig uit eten in een restaurant waar ze een ober troffen met een sterk Cockney accent en die opschepte over hoe hij vroeger voor de Engelse koninklijke familie had gewerkt. De makers hebben wel overwogen om hem te vertellen dat hij model had gestaan voor Parker maar omdat hij waarschijnlijk beledigd zou zijn hebben ze het hem nooit verteld.

## Voetnoot
1. ↑  Deze datum is afkomstig uit de karakterprofielen op de Nederlandse Thunderbirds dvd-reeks